# Niilo Halonen
Kalle Niilo Ponteva Halonen (* 25. Dezember 1940 in Kouvola; † 17. August 2025) war ein finnischer Skispringer. Er sprang für den Verein Asikkalan Raikas, später für den Lahden Hiihtoseura.

## Werdegang
Bei den Olympischen Winterspielen 1960 in Squaw Valley gewann er die Silbermedaille hinter Helmut Recknagel, bei den Nordischen Skiweltmeisterschaften 1962 in Zakopane die Bronzemedaille. Allerdings konnte er diese Medaille nicht gleich nach dem Wettkampf (am Schlusstag, 25. Februar) in Empfang nehmen, da durch einen Irrtum der Kampfrichter vorerst Peter Lesser auf Rang 3 aufschien und dieser geehrt worden war. Als der Fehler entdeckt wurde, war Lesser mit dem DDR-Team bereits abgereist. Bis zum Ende seiner aktiven Sportlerlaufbahn 1967 erreichte er noch häufig die vorderen Ränge. In der Skisprungsaison 1964/65 gewann er die internationalen Sprungläufe in Eau Claire und Kiruna. Bei den Salpausselkä-Skispielen in Lahti in der Skisprungsaison 1965/66 sprang er auf den ersten Platz. Nach seinem Karriereende war Halonen in Finnland als Funktionär des finnischen Skiverbandes, bis 1992 als Koordinator der FIS für die Disziplin Skispringen tätig; bei den Nordischen Skiweltmeisterschaften 1997 in Trondheim war er Punktrichter.